# أندي إبراهام
أندي إبراهام (بالإنجليزية: Andy Abraham)‏ هو مغني وموسيقي بريطاني، ولد في 16 يوليو 1964 في لندن الكبرى في المملكة المتحدة.

## وصلات خارجية
- الموقع الرسمي
- أندي إبراهام على موقع IMDb (الإنجليزية)
- أندي إبراهام على موقع ميوزك برينز (الإنجليزية)
- أندي إبراهام على موقع ديسكوغز (الإنجليزية)
- أندي إبراهام على موقع قاعدة بيانات الفيلم (الإنجليزية)